# Abū Hāschim al-Dschubbā'ī
Abū Hāschim ʿAbd as-Salām ibn Muhammad al-Dschubbā'ī (arabisch أبو هاشم عبد السلام بن محمد الجبائي, DMG Abū Hāšim ʿAbd as-Salām ibn Muḥammad al-Ǧubbāʾī; gest. 933) war ein islamischer Kalām-Gelehrter und Begründer der bahschamitischen Schule der Muʿtazila, die von ihren Gegnern auch Dhammīya genannt wurde. Er ist vor allem für seine Modus-Theorie bekannt.
Abū Hāschim war der Sohn und Schüler von Abū ʿAlī al-Dschubbā'ī (gest. 915) und wirkte nach dessen Tod als Oberhaupt der Muʿtaziliten von Basra. Er verbrachte wahrscheinlich die meiste Zeit seines Lebens in ʿAskar Mukram in Chuzistan und in Basra. Von seinen Werken sind nur die Titel erhalten, doch ist man über seine Lehren recht gut durch die Streitschriften seiner Gegner informiert. Sāhib ibn ʿAbbād at-Tālaqānī (938–95), der Wesir der buyidischen Prinzen Mu'aiyid ad-Daula and Fachr ad-Daula, betrachtete Abū Hāschim als seinen Lehrer.
Abū Hāschim ist vor allem für seine Theorie der Zustände oder Modi (aḥwāl, Sing. ḥāl) bekannt, die eine Antwort auf die viel diskutierte Frage des Verhältnisses zwischen den göttlichen Attributen und dem göttlichen Wesen gab. Während Abū Hāschims Vater Abū ʿAlī al-Dschubbā'ī und die meisten Muʿtaziliten vor ihm aus dem Wunsch nach Bewahrung der absoluten Einheit Gottes die Attribute Gottes mit seinem Wesen identisch erklärt und damit gewissermaßen geleugnet hatte, versuchte Abū Hāschim zwischen der muʿtazilitischen und der sunnitischen Lehre zu vermitteln, indem er diese Attribute für Zustände erklärte. Darunter verstand er Bestimmungen, die dem Wesen der Dinge näher stehen als die davon trennbaren Akzidentien und deshalb nicht allein bei Gott, sondern auch bei den Universalien eine wichtige Rolle spielen. Der Begriff des Zustands leitet sich von der arabischen Grammatik her. Da die Modi nichts Wesenhaftes, sondern nur Erscheinungsweisen Gottes sind, hoffte Abū Hāschim, mit dieser Lehre sowohl die Einheit Gottes als auch die Berechtigung, von Attributen Gottes zu sprechen, retten zu können.
Abū Hāschims Hāl-Theorie hatte großen Einfluss auf den späteren Kalām und die islamische Philosophie. So wie das Konzept des Kasb von den Aschʿariten aufgegriffen und transformiert wurde, wurde auch das Hāl-Konzept von ihnen übernommen und weiter ausgestaltet, so insbesondere von al-Bāqillānī und al-Dschuwainī. Ibn Taimīya zählte Abū Hāschims Theorie von den Modi zusammen mit an-Nazzāms Tafra-Theorie und Abū l-Hasan al-Aschʿarīs Kasb-Theorie zu den drei „Wundern“ (ʿaǧāʾib) des Kalām.
Louis Gardet charakterisierte Abū Hāschims Theorie als eine Art Konzeptualismus und meinte mit ihr auch den Semi-Konzeptualismus von Avicenna und seinem Kommentator Nasīr ad-Dīn at-Tūsī erklären zu können.